# Улица Вали-Аср

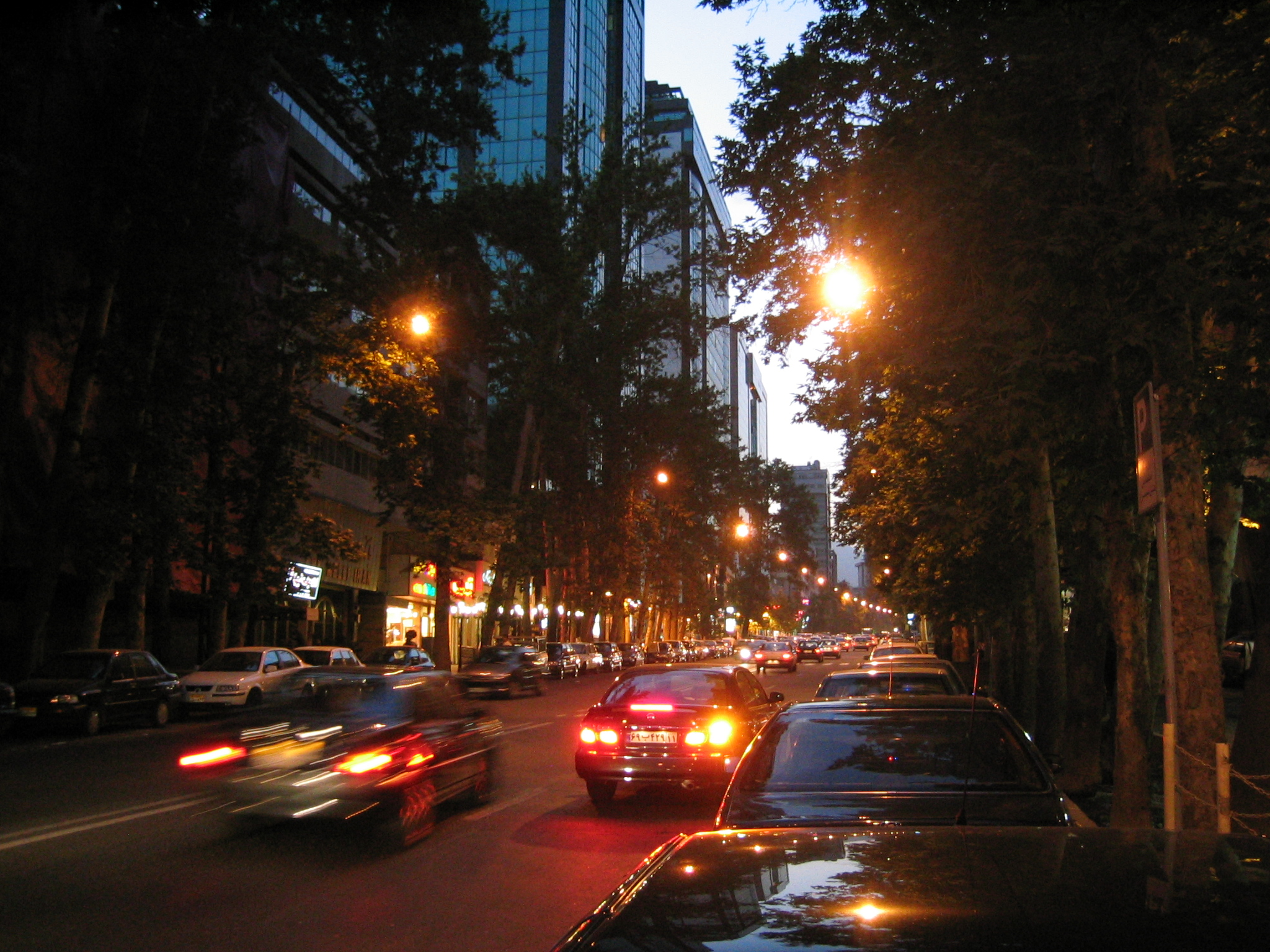
Улица Вали-Аср

Улица Вали-Аср (перс. ولی‌عصر‎ — vali-ye 'asr) — самая длинная улица в Тегеране и на всём Среднем Востоке, созданная в первые годы правления Резы Шаха Пехлеви. Общая протяжённость — 18 километров. Вали-Аср пересекает столицу Ирана с севера на юг, соединяя площадь Таджриш в Шемиранате и Рах-Охан на юге города. Вдоль улицы Вали-Аср расположены самые дорогие торговые центры в Тегеране, а также клубы, парки и другие места отдыха.
Некоторое время после Революции 1979 года носила имя Мохаммада Мосаддыка.

## Объекты и сооружения
- Театр Шахр
- Парк Меллат